# Diecezja Amarillo
Diecezja Amarillo (łac. Dioecesis Amarillensis, ang. Diocese of Amarillo) jest diecezją Kościoła rzymskokatolickiego w północnej części stanu Teksas. 

## Historia
Diecezja została kanonicznie erygowana 3 sierpnia 1926 roku przez papieża Piusa XI. Wyodrębniono ją z terenów diecezji Dallas i San Antonio. Pierwszym ordynariuszem został kapłan diecezji Dallas Rudolph Aloysius Gerken (1887-1943), późniejszy arcybiskup metropolita Santa Fe. Obecna katedra jest głównym kościołem diecezji od 25 marca 2011 roku. Jej budowa ukończona została w roku 2010. Wcześniej funkcję katedry diecezjalnej pełniły kościoły NSPJ (1927-1975) i św. Wawrzyńca (1975-2011). 

## Biskupi diecezjalni
- Rudolph Aloysius Gerken (1926–1933)
- Robert Emmet Lucey (1934–1941)
- Laurence Julius FitzSimon (1941–1958)
- John Louis Morkovsky (1958–1963)
- Lawrence Michael De Falco (1963–1979)
- Leroy Theodore Matthiesen (1980–1997)
- John Yanta (1997–2008)
- Patrick Zurek (od 2008)